# Anabasis brevifolia
Anabasis brevifolia là loài thực vật có hoa thuộc họ Dền. Loài này được C.A.Mey. mô tả khoa học đầu tiên năm 1829.